# 地球汚染
『地球汚染』（ちきゅうおせん）は1989年3月にNHK総合テレビジョンの『NHK特集』で放送された、日本のドキュメンタリー番組である。音楽はS.E.N.S.が担当。

## 放送内容
第1回：～大気に異変が起きている～（1989年3月19日放送）
地球温暖化やオゾン層の破壊などの大気汚染を原因とする環境の変異が、未来の地球にどのような影響を及ぼすのか、世界の科学者の証言をもとに考える。
第2回：～海はひそやかに警告する～（1989年3月20日放送）
世界各地の海洋汚染の実態や、化学物質の監視体制などを紹介し、海洋汚染にどう対処すべきかを考える。